# Publicar en Antropología y Ciencias Sociales
Publicar en Antropología y Ciencias Sociales es una revista académica sobre antropología publicada por el Colegio de Graduados en Antropología de la República Argentina.

## Objetivos e historia
Esta revista científica publica trabajos de autores argentinos y extranjeros sobre temáticas relacionadas con la disciplina antropológica. El objetivo de la misma es dar difusión a investigaciones, estudios, entrevistas, así como reseñas de libros o traducciones, con trabajos que sean tanto de índole teórica como metodológica o de casos específicos que tengan importancia de interés social. También se publican resúmenes de tesis de doctorado que hayan sido defendidas en el año previo. La revista afirma que concibe a la antropología como una disciplina que se encuentra en diálogo permanente con las demás ciencias sociales y que aporta a una mirada crítica de la interpretación del pasado como del presente. Sin embargo, y más allá de que afirma que se publican trabajos de todas las ramas de la antropología, en la práctica la mayoría corresponde a artículos de antropología social.
La revista desde su fundación en el año 1992, hasta el 2022 ha publicado un total de 35 números, lo que es una importante cantidad y un logro mantener la continuidad dado que se sustenta únicamente con el aporte de los socios del Colegio de Graduados en Antropología de la República Argentina. El primero número publicado tuvo como tema principal la Antropología de los años noventa, en el cual se destaca una contribución de Carlos Reynoso sobre la muerte de la Antropología, el cual generó un importante debate de opinión que se continuó a lo largo de varios números. A partir del número IV del año 1996 se incorporó la evaluación por pares de los trabajos. Desde su inicio en 1992 salieron un número al año hasta 1999, momento en el cual perdió continuidad dado que tuvo problemas de retrasos por la situación económica de fines de la década de 1990 y comienzos del 2000 y se produce un hiato en el que se deja de publicar. La revista vuelve a salir en el año 2010, y desde el 2011 continua de forma semestral. Los tres primeros números estuvieron dirigidos por Marcelo Álvarez, y luego por Hugo Ratier.
Se trata de una revista de de acceso abierto bajo una licencia  Creative Commons (CC BY-NC-SA 4.0), es gratuita y los artículos publicados son revisados por pares.

## Resumen e indexación
La revista está indexada en el Núcleo Básico de Revistas Científicas (CAICyT – CONICET), LATINDEX (Sistema Regional de Información en Línea para Revistas Científicas de América Latina, el Caribe, España y Portugal), DIALNET (Plataforma de recursos y servicios documentales de la Universidad de La Rioja), MIAR (Matriz de Información para el Análisis de Revistas), Dardo, Malena (CAICyT, CONICET), LatinRev (Red Latinoamericana de Revistas en Ciencias Sociales), H PLUS (European Reference Index for the Humanities and the Social Sciences), y DOAJ (Directory of Open Access Journal), entre otros.